# Miguel Antonio Caro

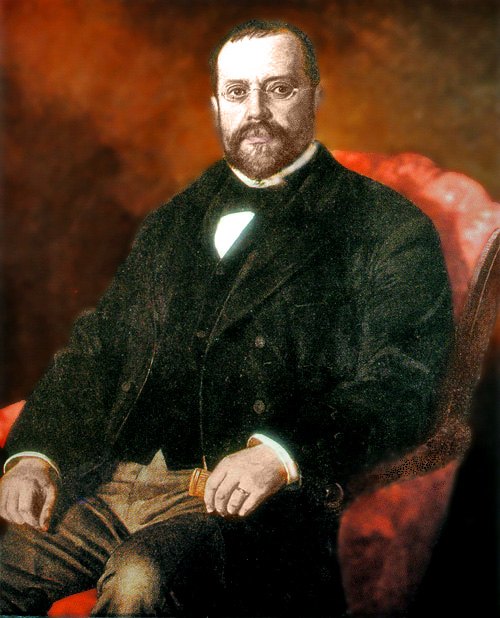
Miguel Antonio Caro

Miguel Antonio Caro (* 10. November 1843 in Bogotá; † 5. August 1909 ebenda) war im Zeitraum 1892 bis 1894 Vizepräsident und nach dem Tod von Rafael Núñez  bis 1898 Präsident der Republik Kolumbien, ohne dass er den Präsidententitel führte. Er redigierte maßgeblich die Verfassung von 1886.
Miguel Antonio Caro konnte wegen der politischen Wirren seiner Jugendzeit kein geordnetes Studium absolvieren und war somit Autodidakt. Er wurde ein wichtiger Sprachwissenschaftler, Philosoph und Politiktheoretiker. Außerdem übersetzte er Vergil ins Spanische und schrieb Gedichte.
Seine philosophisch-politische Einstellung war von einem christlich-katholischen Sozialismus geprägt. Seine wichtigsten Werke sind Veröffentlichungen in verschiedenen Zeitungen, einige davon von ihm selbst herausgegeben. Bücher mit den Sammlungen seiner Werke wurden meist erst  nach seinem Tod veröffentlicht. Ausnahmen bilden hierbei seine Grammatiken.